# Meister des Lautenbacher Hochaltars (Bildschnitzer)

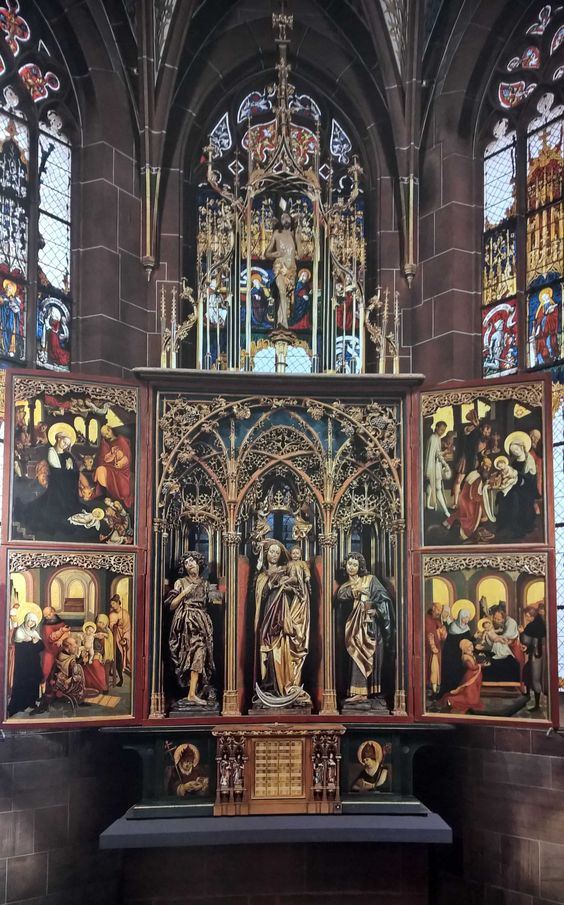
Lautenbach, Hochaltar, Architektur und Skulpturen 1483–1488

Als Meister des Lautenbacher Hochaltars  wird der spätmittelalterliche Bildschnitzer bezeichnet, der den Mittelteil des 1483 geweihten dreiteiligen Hochaltars in der Wallfahrtskirche Mariä Krönung in Lautenbach (Ortenaukreis) geschaffen hat, das wie das umliegende Renchtal zum Straßburger Hochstift gehörte. Die Arbeiten des Meisters zeigen den Einfluss der damaligen straßburgischen Plastik.
Der Mittelteil, der sogenannte Schrein, besteht aus drei geschnitzten Figuren, einer Maria mit dem Kind gerahmt von Skulpturen von Johannes dem Täufer und Johannes dem Evangelisten. Sie sind umgeben von Gemälden mit Szenen aus dem Marienleben auf den Flügeln des Altars. Die drei Plastiken sind von der Darstellung eines spätgotischen Netzgewölbes aus reichem Rankenwerk überdacht. In einer herausragenden Integration von Schnitzkunst und Malerei verbinden sich die geschnitzten gotischen Architekturelemente, welche die Figuren des Mittelteils umgeben, mit den Bildern zu einem lückenlosen Ensemble.
Der Maler, der die Gemälde des Altars geschaffen hat, wird ebenfalls als Meister des Lautenbacher Hochaltars bezeichnet.